# Sutomský vrch
Sutomský vrch či Sutomská hora (německy Suttomer Berg) je vrch s nadmořskou výškou 506 m v Českém středohoří. Spolu se sousedními kopci Ovčín, Boreč a hřbetem Jezerka obklopuje Borečskou kotlinu v centrální části Českého středohoří. Z geomorfologického hlediska se jedná o neovulkanický suk tvořený vypreparovaným žilným tělesem olivinického bazaltu. Na vrcholku kopce byl několikrát pozorován v menším měřítku podobný geologický jev, ke kterému dochází na sousedním vrchu Boreč. Jde o tzv. mikroexhalaci, jev spočívající v ohřívání vzduchu v puklinových systémech vrchu a následný výstup takto ohřátého vzduchu ve vrcholových partiích ze zemních otvorů (ventarol).[zdroj?]
V roce 1844, kdy na kopec vystoupil Alexander von Humboldt, to ještě bylo místo dalekého rozhledu; nyní je beznadějně zarostlý, jen místní hovoří o tzv. Humboldtově dubu.[zdroj?] Výhledy jsou možné například ze sousedního Holého vrchu (459 m), odkud je výhled například na blízkou horu Milešovku a další kopce Českého středohoří.